# Herbert Wilhelm
Herbert Wilhelm (* 8. Juni 1922 in Berka/Werra; † 12. Juli 2007 in Braunschweig) war ein deutscher Wirtschaftswissenschaftler.

## Leben
Herbert Wilhelm studierte Ökonomie in Nürnberg und wurde 1948 an der Hochschule für Wirtschafts- und Sozialwissenschaften Nürnberg, ab 1961 Friedrich-Alexander-Universität Erlangen-Nürnberg, mit der Arbeit Kaspar Hauser. Ein Beitrag zur Gesellungslehre. promoviert.
Er war Professor für Wirtschaftswissenschaften an der Technischen Universität Braunschweig. Am 13. Juli 1968 übernahm er das Rektorenamt von Karl Gerke. Am 4. Juli 1970 übergab er es an Günter Lautz.
Von 1957 bis 1998 war Wilhelm zudem Studienleiter der Verwaltungs- und Wirtschaftsakademie (VWA) in Braunschweig. Er ist Namensgeber des Herbert-Wilhelm-Preises für die dortige beste Diplomarbeit im Studiengang Betriebswirt. Hierzu wurde 2006 die Herbert-Wilhelm-Stiftung gegründet.
Er war ab 1952 Ehrenmitglied der katholischen Studentenverbindung K.D.St.V. Ostmark Nürnberg im CV.

## Schriften (Auswahl)
- Kaspar Hauser. Ein Beitrag zur Gesellungslehre. Dissertation, Hochschule für Wirtschafts- und Sozialwissenschaften Nürnberg, 1948, OCLC 633187126.
- Volkswirtschaftslehre für Ingenieure. Girardet, Essen 1980, ISBN 3-7736-0168-9.